# Walter Smith (Musiker)
Walter „Kid“ Smith (* 12. August 1895 im Carroll County, Virginia; † 5. September 1977) war ein US-amerikanischer Old-Time-Musiker.

## Leben

### Kindheit und Jugend
Walter Smith wurde 1895 im Carroll County in Virginia geboren, verbrachte den größten Teil seiner Kindheit und Jugend aber im Greenbrier County, Virginia. Dort lernte er Gitarre zu spielen, kam aber nie über Basiswissen hinaus. Smith war vornehmlich Sänger. Später begann er, unter anderem als Sänger zu arbeiten.

### Karriere
Mitte der 1920er-Jahre zog Smith ins Rockingham County, North Carolina, wo er in Spray in verschiedenen Textilfabriken arbeitete. Ungefähr zur selben Zeit begann er, mit anderen Musikern wie Posey Rorer, Will Woodlieff, Lewis McDaniel und Buster Carter zusammenzuspielen. Durch den Erfolg Charlie Pooles, der mit seinen Platten großen Erfolg genoss, kamen auch andere Musiker aus der Umgebung dazu, Schallplatten aufzunehmen. Ende der 1920er-Jahre hatten einige von Smiths Freunden ebenfalls einige Platten eingespielt und durch diese Kontakte erlangte Smith seine erste Möglichkeit, seine Stücke aufzunehmen. Am 20. März 1929 machte Smith für die Starr Piano Company in ihrem Studio in Richmond, Indiana, seine ersten Aufnahmen, bei denen er von Posey Rorer (Fiddle) und Norman Woodlieff (Gitarre) begleitet wurde. Von den 14 eingespielten Stücken erschienen zwölf bei den verschiedenen Labels der Starr-Piano Company, unter anderem Gennett Records und Champion Records.
Es folgten weitere zahlreiche Aufnahmen für Columbia Records und die American Record Corporation (ARC). Dabei wurde er immer von verschiedenen Musikern aus seinem Freundeskreis, darunter Lewis McDaniel, begleitet. 1931 komponierte er The Life and Death of Charlie Poole, das seinem Freund Charlie Poole gewidmet war, der aufgrund seines rasanten Lebensstils im März 1931 gestorben war. Ein weiterer Songs aus dem Jahr 1931 war Otto Wood the Bandit, der sich mit dem Verbrecher Otto Wood aus North Carolina beschäftigte. In den 1930er-Jahren arbeitete er als professioneller Musiker und verdiente so den Lebensunterhalt für seine Familie. Von seinen Töchtern wurde er in diesen Jahren oft auf Gitarre, Ukulele oder Mandoline begleitet. Zusammen traten sie im Radio und öffentlich in North Carolina und Virginia auf und spielten bei Medicine Shows. 1936 machte Smith zusammen mit seiner Familie einige Aufnahmen für ARC. Es waren die letzten Aufnahmen, die Smith machte.
Nach dem Zweiten Weltkrieg reiste Smith weiterhin mit Zeltshows umher und war im Radio zu hören. In dieser Zeit intensivierte er seine Tour-Aktivitäten und kam dabei bis nach Montana oder Texas. Noch 1966 hatte Smith eine Radioshow auf WPHL in Winchester, Virginia, zog sich mit seiner Frau aber drei Jahre später aus dem Musikgeschäft zurück. Sie ließen sich in Fredericksburg, Virginia, nieder. Walter Smith starb im September 1977.

## Diskographie
Diskographie ist nicht vollständig. Starr-Piano-Aufnahmen wurden auch auf Supertone Records, Challenge Records und Conqueror Records veröffentlicht. ARC-Aufnahmen wurden (neben Perfect Records und Jewel Records) auch auf Oriole Records, Banner Records, Romeo Records und Conqueror Records veröffentlicht.
| Jahr                  | Titel | #       | Anmerkungen                |
| --------------------- | --- | ------- | -------------------------- |
| Veröffentlichte Titel | |         |                            |
| Gennett Records       | |         |                            |
| 1929                  | The Old School House Play Ground / It’s Sad to Leave You Sweetheart | 6809    |                            |
|                       | I Fell in Love with a Married Man / Brace Up and Be a Man She Said | 6824    |                            |
|                       | Old Johnny Bucker Won’t Do / The Cat’s Got the Measles, the Dog’s Got the Whoopin’ Cough | 6825    |                            |
|                       | It Won’t Be Long Until My Grave Is Made / I’d Rather Be with Rosy Nell | 6858    |                            |
|                       | The Bald-Headed End of a Broom /? | 6887    | B-Seite von Carson Robison |
| Champion Records      | |         |                            |
|                       | I’ll Remember You Love In My Prayers / I Ain’t Gonna Grieve My Lord Anymore | 15812   |                            |
| Columbia Records      | |         |                            |
| 1930                  | Murder of the Lawson Family / In a Cottage By the Sea | 15537-D | als Carolina Buddies       |
|                       | The Story the Crow Told Me / My Sweetheart Is a Sly Little Miss | 15641-D | als Carolina Buddies       |
| 1931                  | Broken Hearted Lover / Otto Wood the Bandit | 15652-D | als Carolina Buddies       |
|                       | Work Don’t Bother Me / He Went In Like a Lion | 15663-D |                            |
|                       | Mistreated Blues /? | 15770-D |                            |
| Perfect Records       | |         |                            |
|                       | Sandy River Belle /? | 142     | als Kid Williams           |
|                       | Green Mountain Polka /? | 143     | als Dixie Ramblers         |
|                       | North Carolina Blues / Down Among the Budding Roses | 144     | als Roy Martin             |
|                       | My Happy Home I Left in Carolina / I Know I’ll Meet Mother After All | 145     | als Kid Williams           |
|                       | Aggravating Mother-in-Law / Love Is a Funny Thing | 146     | als Kid Williams           |
|                       | Please Daddy Come Home / I Want to Be Called Pet and Sweetheart | 152     | als Kid Williams           |
|                       | Birmingham Jail /? | 160     |                            |
| Jewel Records         | |         |                            |
|                       | Mother Kiss Your Darling /? | 20017   |                            |
|                       | The Prisoner and the Rose / Birmingham Jail | 20020   |                            |
|                       | When He Died He Got a Home In Hell / I’m Glad I Counted the Cost | 20028   |                            |
| Sonstige Aufnahmen    | |         |                            |
| 1929                  | - Brace Up and Be a Man She Said (alt. Version) - I Long to Kiss You All the Time - Why Did You Prove Untrue | Gennett | unveröffentlicht           |
| 1930                  | - The Hard Luck Soldier - Don’t Be Angry with Me Sweetheart - Old Virginia Breakdown - Swinging in the Lane with Nell - The Drunkard’s Child - Behind the Hen House - Whisper Your Mother’s Name - Desert Blues | ARC     | unveröffentlicht           |